# Thảm đỏ

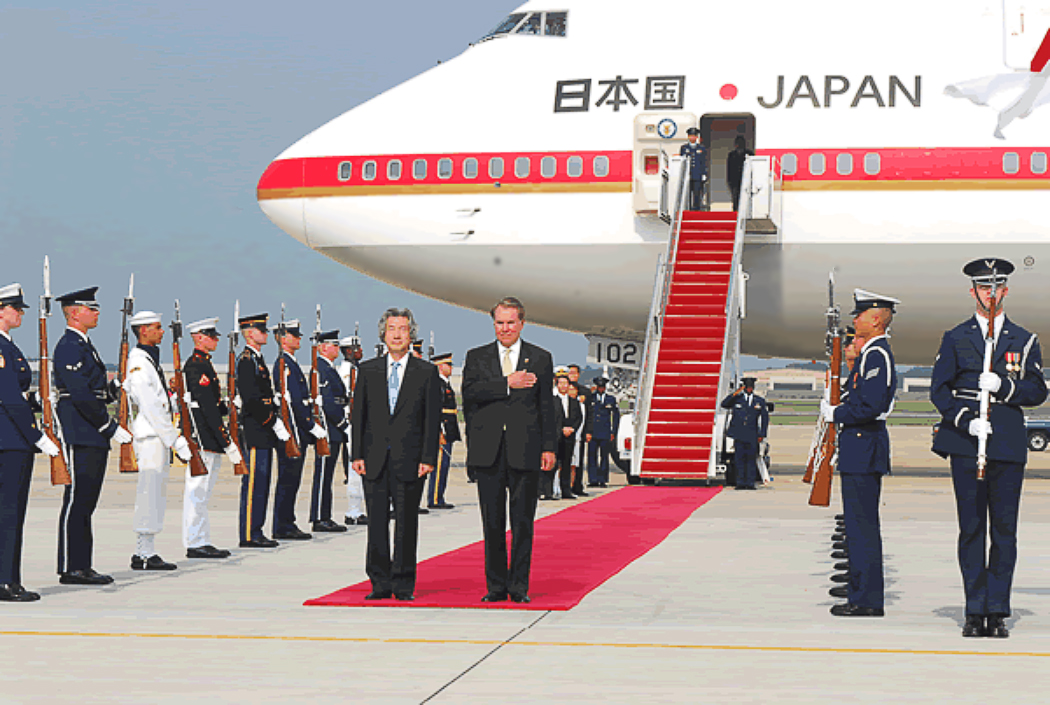
Thảm đỏ trải tại Căn cứ Không quân Andrews, tiểu bang Maryland, Hoa Kỳ nhân dịp Thủ tướng Nhật Bản là Koizumi Junichirō sang thăm. Ảnh chụp năm 2006.

Thảm đỏ là loại thảm trải sàn màu đỏ thường được dùng để lót đường cho các vị nguyên thủ quốc gia hoặc người nổi tiếng trong các sự kiện mang tính nghi thức và trang trọng. 
Cách nói "trải thảm đỏ" là để chỉ sự tiếp đón nồng hậu đối với người khác.

## Lịch sử
Trở về lịch sử, con người từ thời cổ đại đã có nghi thức trải vải tía trên đất.. Thảm đỏ được nhắc đến trong vở kịch Agamemnon do Aeschylus sáng tác vào năm 458 trước Công nguyên. Trong vở kịch này, khi nhân vật chính (Agamemnon) trở về từ thành Troia, ông được bà vợ là Clytemnestra - đang mong muốn báo thù - đón chào bằng lời mời ông bước đi trên lối trải thảm đỏ. Clytemnestra nói: "Nào người em yêu, xin chàng hãy rời ngựa và chớ để chân chàng chạm đất. Quân hầu đâu, hãy trải trước nhà lối đi đỏ sẫm - mà chồng ta chưa từng thấy, nơi mà Công lý sẽ dẫn chàng vào." Agamemnon - hiểu rằng chỉ có các vị thần mới được vinh hạnh đó - đáp lại đầy bối rối: "Ta chỉ là người trần, một con người; Ta không thể giẫm lên thứ nguy nga thắm màu này mà không chút lo ngại sẽ bị ngã khỏi đường đi."
Trong các họa phẩm thời kỳ Phục hưng, thường bắt gặp hình ảnh những tấm thảm phương Đông với nền đỏ kèm hoa văn được đặt nằm trên các bậc thang dẫn lên ngai vàng của quân vương hoặc nhân vật linh thiêng.

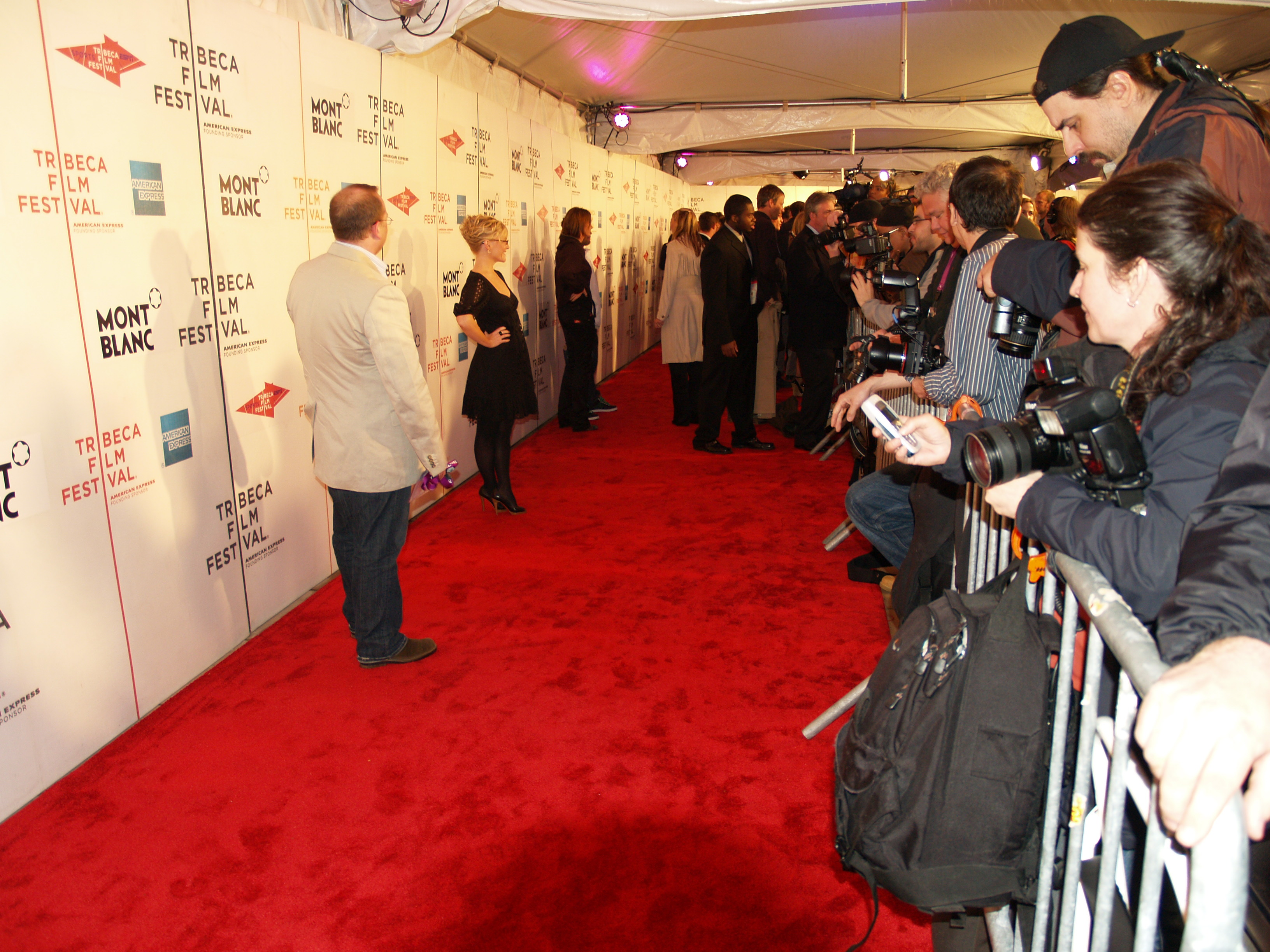
Thảm đỏ tại Liên hoan phim Tribeca năm 2007

Đã có thời kỳ nghi thức trải thảm đỏ chỉ dành cho vua chúa. Năm 1821 tại Hoa Kỳ, người ta trải thảm đỏ ra tận bờ sông để đón mừng Tổng thống James Monroe. Tuy nhiên, sự kiện năm 1902 khi Đường sắt Trung tâm New York dùng thảm nhung lông màu đỏ sẫm để dẫn hướng hành khách lên con tàu nổi tiếng 20th Century Limited được xem là mốc khởi đầu cho thuật ngữ "tiếp đón bằng thảm đỏ".
Ngày nay, không khó để bắt gặp thảm đỏ tại các buổi lễ công chiếu phim ảnh hay các sự kiện thu hút các ngôi sao giải trí như Oscar và BAFTA. Tại đây giới nhà báo cùng nhau bàn luận về thời trang của các nghệ sĩ đến dự, trong khi giới nhiếp ảnh gia thì chụp hình nghệ sĩ. Thảm đỏ cũng được dùng trong các sự kiện của ngành công nghiệp thời trang.